# A-135 탄도 미사일 방어 시스템
A-135 (나토 식별 번호: ABM-3) 탄도탄 요격 미사일 시스템은 러시아 연방의 군사 복합체로, 모스크바와 더불어 주변 지역들로부터 적의 탄도 미사일 공격을 막기 위해 만들어졌다. A-135는 1995년부터 가동되었으며, 이전의 A-35 탄도 미사일 방어 시스템의 후손이었으며, 1972년 미국과의 탄도탄 요격 미사일 조약이 파기될때까지 충실하게 지켰다.
A-135는 51T6(나토 코드: SH-11)으로 운용되었는데, 2007년 1월 다 퇴역하였으며, 새로운 미사일 S-500으로 대치될 예정이다. 카자흐스탄의 Sary Shagan은 이 A-135의 시험 운용을 위한 시스템이 있어 비밀 도시로 운용되었다.
이 시스템은 러시아 항공우주 방위군 휘하의 방공 및 미사일 방어 사령부의 9사단에서 운영하고 있다.

## 레이더

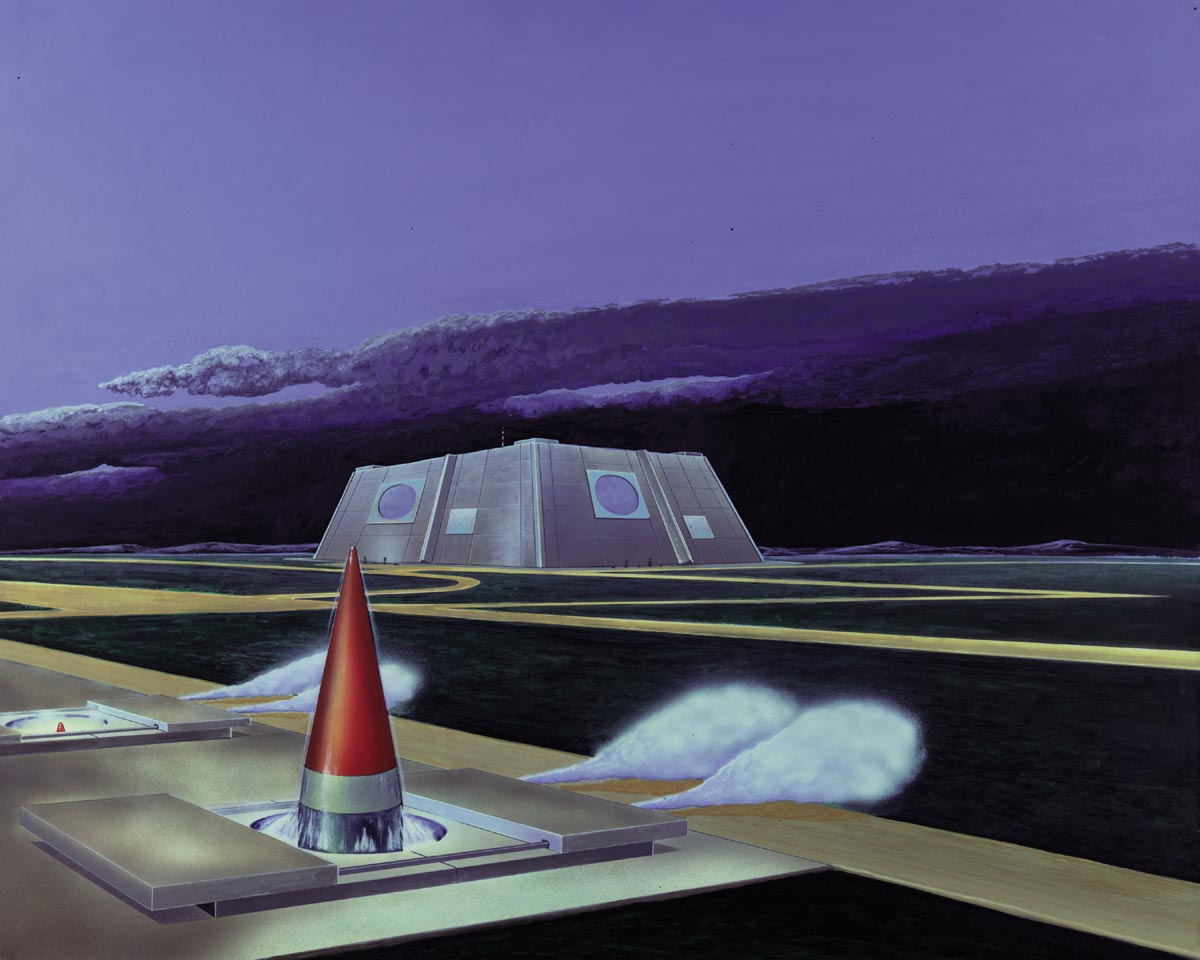
1980년대 미군의 아티스트가 Don-2N('Pill Box') ABM 레이다의 컨셉을 그림

A-135는 Don-2N 전투 관리 레이다와 두 종류의 탄도탄 요격 미사일로 되어 있다. A-135는 러시아 전역의 조기 경보 시스템의 데이터를 지휘본부에서 받아 Don-2N 레이다에서 이를 추적하는 방식으로 이뤄졌다.
Don-2N 레이다 (나토 코드명: 'Pill Box') 은 거대한 전투 관리 위상 레이더로, 360도 범위가 가능하다.Sary Shagan에 있는 프로토타입인 Don-2NP 위상 레이다에서 2007년 소프트웨어 업그레이드 테스트가 시행되었다.

## 53T6 미사일
68개의 단거리 미사일인 53T6 (나토명: SH-08 '가젤')은 대기권 방어 핵미사일로, 5개의 발사 장소에서 12개 혹은 16개의 미사일이 있었다. 이 미사일은 NPO 노바타에서 디자인하였으며, 미국의 스프린트 미사일과 유사하다. 이 미사일은 어림잡아 매년 Sary Shagan 실험장에서 실험된다.
53T6, 무게 10톤, 길이 12 m, 직경 1.8 m, 2단 고체연료, 사거리 80-100 km, 속도 마하 17, 10 kt 핵탄두
| 지역      | 좌표                                                                        | 숫자 | 기타                             |
| --------- | --------------------------------------------------------------------------- | ---- | -------------------------------- |
| Sofrino   | 북위 56° 10′ 51.97″ 동경 37° 47′ 16.81″ / 북위 56.1811028° 동경 37.7880028° | 12   | Don-2N 레이다랑 같이 위치해 있다 |
| Lytkarino | 북위 55° 34′ 39.04″ 동경 37° 46′ 17.67″ / 북위 55.5775111° 동경 37.7715750° | 16   |                                  |
| Korolev   | 북위 55° 52′ 41.09″ 동경 37° 53′ 36.50″ / 북위 55.8780806° 동경 37.8934722° | 12   |                                  |
| Skhodnya  | 북위 55° 54′ 04.11″ 동경 37° 18′ 28.30″ / 북위 55.9011417° 동경 37.3078611° | 16   |                                  |
| Vnukovo   | 북위 55° 37′ 32.45″ 동경 37° 23′ 22.41″ / 북위 55.6256806° 동경 37.3895583° | 12   |                                  |

## 51T6 미사일
현재 퇴역한 16개의 장거리 미사일인 51T6 (나토코드: SH-11 '고르곤') 대기권 밖 핵미사일은 2개의 발사장에서 각각 8발씩 있었다.
51T6, 무게 33-45톤, 길이 19.82 m, 직경 2.57 m, 2단 고체 로켓, 사거리 350-900 km, 속도 마하 7, 10 kt 핵탄두
| 위치              | 좌표                                                                        | 숫자 | 기타                          |
| ----------------- | --------------------------------------------------------------------------- | ---- | ----------------------------- |
| Sergiyev Posad-15 | 북위 56° 14′ 33.01″ 동경 38° 34′ 27.29″ / 북위 56.2425028° 동경 38.5742472° | 8    | A-35 시스템의 장소를 사용했다 |
| Naro-Fominsk-10   | 북위 55° 21′ 01.16″ 동경 36° 28′ 59.60″ / 북위 55.3503222° 동경 36.4832222° | 8    | A-35 시스템의 장소를 사용했다 |

1985년 씌여진 비탈리 파스테르나크 카탈예프의 메모에는 A-135가 "1987년경에 완성될 것이며, 최신예, 그리고 미래의 ICBM 1~2기 정도를 격추할 수 있고, 또한 35기 이상의 MGM-31B 퍼싱 II 타입의 중거리 미사일을 격추할 수 있다"고 적어놓았다.

## 러시아의 조기 경보 시스템
- 두개의 다리얄 레이더(나토명: Pechora) 바이스태틱 위상 조기 경보 레이다
- 드네스트 레이더
- 보로네시 (레이더)
- US-KMO 그리고 US-K 인공위성.
- 지휘, 통신 및 첩보

## 후계
후계 프로그램인 'Samolet-M' (그리고 더 최근인 A-235)이 종래의 53T6 미사일의 새 종류가 배치되어 기존의 51T6 미사일 사일로에 배치될 예정이다.

## 같이 보기
- A-235 탄도 미사일 방어 시스템
- GBI 미사일

## 참고 문헌
1. ↑  http://www.astronautix.com/lvs/51t6.htm
2. ↑  http://militaryrussia.ru/blog/topic-345.html
3. ↑  http://www.astronautix.com/lvs/51t6.htm
4. ↑  http://militaryrussia.ru/blog/topic-345.html
5. ↑  http://ausairpower.net/APA-Rus-ABM-Systems.html#mozTocId700952
6. ↑  http://militaryrussia.ru/blog/topic-345.html
7. 1 2 3 4 5 6 7  O'Connor, Sean (2012). “Russian/Soviet Anti-Ballistic Missile Systems”. Air Power Australia. 2012년 4월 30일에 확인함.
8. 1 2  “Don-2NP Pill Box”. Global Security.
9. 1 2 3  “Russia is modernizing the Don-2N radar”. Russian Strategic Nuclear Forces. 2007년 12월 29일.
10. 1 2  Bukharin, Oleg; Kadyshev, Timur; Miasnikov, Eugene; Podvig, Pavel; Sutyagin, Igor; Tarashenko, Maxim; Zhelezov, Boris (2001).  Podvig, Pavel, 편집. 《Russian Strategic Nuclear Forces》. Cambridge, MA: MIT Press. ISBN 0-262-16202-4.
11. 1 2  “Test of a missile defense interceptor”. Russian Strategic Nuclear Forces. 2011년 12월 20일.
12. 1 2 3 4 5  Podvig, Pavel (2012년 1월 30일). “Early Warning”. Russian Strategic Nuclear Forces. 2012년 3월 24일에 확인함.
13. ↑  http://russianforces.org/blog/2012/10/very_modest_expectations_sovie.shtml
14. 1 2  Honkova, Jana (April 2013). “Current Developments in Russia’s Ballistic Missile Defense” (PDF). George C. Marshall Institute. 2014년 4월 26일에 원본 문서 (PDF)에서 보존된 문서. 2013년 6월 9일에 확인함.
15. 1 2  “A-235 Samolet-M”. George C. Marshall Institute. n.d. 2013년 6월 1일에 원본 문서에서 보존된 문서. 2013년 6월 9일에 확인함.
16. ↑  Russia Revamps Missile Defenses Around Moscow 보관됨 2014-07-24 - 웨이백 머신 MOSCOW, September 17, 2012 (RIA Novosti)
17. ↑  “Air space defence troops”. BE: Warfare. 2012년 6월 17일에 확인함.
18. ↑  Stukalin, Alexander (May 2012). “Russian Air and Space Defense Troops: Gaping Holes”. 《Moscow Defense Brief》 (Centre for Analysis of Strategies and Technologies) (2). 2012년 7월 4일에 원본 문서에서 보존된 문서. 2017년 1월 6일에 확인함.